# Конверсія (мовознавство)
Конверсія — безафіксальний засіб словотвору, при якому утворення нової частини мови на ґрунті одного кореня викликає внутрішні зміни мовної одиниці.
При конверсії утворюється омонім, семантично пов'язаний з початковим словом. Зрозуміти значення новоутворення можна, спираючись на значення початкового слова: The actor was hissed off the stage. — «Актора зігнали зі сцени шиканням».

## Основні різновиди конверсії в англійській мові
- Вербалізація (утворення дієслів): a bill: to bill — «рахунок — виставляти рахунок», a garage: to garage — «гараж — ставити машину в гараж»).
- Субстантивація (утворення іменників): newly marrieds, a beloved, a female «наречені, коханий, жінка».
- Ад'єктивація (утворення прикметників): a walking man, running water «чоловік, який йде; вода, що тече».
- Адвербалізація (утворення прислівників): weekly «щотижня» — This magazine comes out weekly. — «Цей журнал виходить щотижня.»

Найпродуктивнішим різновидом є субстантивація, найчастіше від дієслів, потім вже від прикметників. Далі йде [вербалізація], в основному в зв'язці «іменник — дієслово». Найменш активними є процеси ад'єктивації і адвербализації.
Нікітін Михайло Васильович, доктор філологічних наук, вказує також на поділ конверсії на транспозитивну та словотворчу. Транспозитивна конверсія буває повною та неповною. Вона характеризується переходом слова в іншу частину мови зі збереженням основного початкового значення. У свою чергу словотворча конверсія характеризується появою у слова нового значення, яке може бути абсолютно непов'язаним з початковим. 
Словотворча конверсія може становити труднощі при перекладі. Через те, що цей процес є дуже активним, важко вислідити усі неологізми. Тому не всі лексичні новоутворення можуть мати еквіваленти у мові перекладу. Зрозуміти значення таких слів можна переважно за контекстом і перекладати описово.